# بيرزافا
بيرزافا هي قرية تقع في إقليم أراد في رومانيا. تبعد عن أراد 61 كم.

## السكان
حسب إحصائيات 2002 بلغ عدد سكان القرية 3,019 نسمة.